# 101 (álbum)
101 é um álbum ao vivo e um documentário da banda inglesa de música eletrônica Depeche Mode, lançado em 13 de maio de 1989 pela Mute Records. A produção retrata a última parte da turnê Music for the Masses Tour, ocorrida na América do Norte, e o concerto final da turnê, ocorrido no Rose Bowl, em Pasadena, nos Estados Unidos. 
O integrante Alan Wilder é creditado pelo nome do álbum: aquele concerto era o de número 101 na turnê. O filme foi dirigido e produzido pelo aclamado diretor D.A. Pennebaker.
101 é creditado principalmente como um documentário, mas no CD estão presentes todas as faixas ao vivo. É um documentário pioneiro pois contém um dos primeiros exemplos de vídeos retratando a realidade de uma grupo, tanto dos fãs quanto da banda, que mais tarde viraria o conceito reality show.
Foi relançado em DVD duplo com entrevistas extras e o documentário completo. 101 é considerado como um dos melhores shows do Depeche Mode, por ser um momento decisivo na carreira da banda, que levou 70.000 pessoas para o estádio Californiano, e se firmou como uma das maiores bandas alternativas da história.

## Lista de faixas
| Críticas profissionais | Críticas profissionais |
| Avaliações da crítica  | Avaliações da crítica  |
| Fonte                  | Avaliação              |
| ---------------------- | ---------------------- |
| allmusic               | [ 1 ]                  |

### LP

#### Disco um
Lado A
1. "Pimpf" – 0:58
2. "Behind the Wheel" – 5:55
3. "Strangelove" – 4:49
4. "Something to Do" – 3:54
5. "Blasphemous Rumours" – 5:09

Lado B
1. "Stripped" – 6:45
2. "Somebody" – 4:34
3. "Things You Said" – 4:21
4. "Black Celebration" – 4:54

#### Disco dois
Lado C
1. "Shake the Disease" – 5:10
2. "Pleasure Little Treasure" – 4:38
3. "People are People" – 4:59
4. "A Question of Time" – 4:12

Lado D
1. "Never Let Me Down Again" – 6:40
2. "Master and Servant" – 4:30
3. "Just Can't Get Enough" – 4:01
4. "Everything Counts" – 6:31

### CD

#### Disco um
1. "Pimpf" – 0:58
2. "Behind the Wheel" – 5:55
3. "Strangelove" – 4:49
4. "Sacred" – 5:09
5. "Something to Do" – 3:54
6. "Blasphemous Rumours" – 5:09
7. "Stripped" – 6:45
8. "Somebody" – 4:34
9. "Things You Said" – 4:21

#### Disco dois
1. "Black Celebration" – 4:54
2. "Shake the Disease" – 5:10
3. "Nothing" – 4:36
4. "Pleasure Little Treasure" – 4:38
5. "People are People" – 4:59
6. "A Question of Time" – 4:12
7. "Never Let Me Down Again" – 6:40
8. "A Question of Lust" – 4:07
9. "Master and Servant" – 4:30
10. "Just Can't Get Enough" – 4:01
11. "Everything Counts" – 6:31

### SACD

#### Disco um
1. "Pimpf" – 0:58
2. "Behind the Wheel" – 5:55
3. "Strangelove" – 4:49
4. "Sacred" – 5:09
5. "Something to Do" – 3:54
6. "Blasphemous Rumours" – 5:09
7. "Stripped" – 6:45
8. "Somebody" – 4:34
9. "Things You Said" – 4:21

#### Disco dois
1. "Black Celebration" – 4:54
2. "Shake the Disease" – 5:10
3. "Nothing" – 4:36
4. "Pleasure Little Treasure" – 4:38
5. "People are People" – 4:59
6. "A Question of Time" – 4:12
7. "Never Let Me Down Again" – 6:40
8. "A Question of Lust" – 4:07
9. "Master and Servant" – 4:30
10. "Just Can't Get Enough" – 4:01
11. "Everything Counts" – 6:31
12. "Pimpf" [versão completa]

## Álbum de vídeo

#### VHS
1. "101 - The Movie" – 117:00

#### DVD
Disco um
1. "101 - The Movie" (incluindo áudio de comentários opconalmente)

Disco dois
1. "Master and Servant"
2. "Pimpf"
3. "Behind the Wheel"
4. "Strangelove"
5. "Blasphemous Rumours"
6. "Stripped"
7. "Somebody"
8. "Black Celebration"
9. "Pleasure Little Treasure"
10. "Just Can't Get Enough"
11. "Everything Counts"
12. "Never Let Me Down Again"
13. "Entrevista com Dave Gahan"
14. "Entrevista com Martin Gore"
15. "Entrevista com Andrew Fletcher"
16. "Entrevista com Jonathan Kessler"
17. "Entrevista com Daniel Miller"
18. "Entrevista com Christopher Hardwick"
19. "Entrevista com Oliver Chesler"
20. "Entrevista com Jay Serken"
21. "Everything Counts" (vídeo musical)